# Традескант, Джон (младший)
Джон Традескант — младший (англ. John Tradescant, 4 августа 1608 — 22 апреля 1662) — английский ботаник, натуралист (естествоиспытатель) и садовник.

## Биография
Джон Традескант младший родился в графстве Кент 4 августа 1608 года. Он был сыном Джона Традесканта-старшего.  
Джон Традескант — младший ездил за растениями для Ламбетского сада в североамериканскую Виргинию. 
Написал о ламбетской коллекции книгу Museum Tradescantium.
Джон Традескант — младший умер в Ламбете 22 апреля 1662 года.
Филиппа Грегори написала художественный роман-дилогию о семействе Традескантов "Земные радости" и "Земля надежды".

## Публикации
- Museum Tradescantium[4]. 1656.

## Почести
В честь отца и сына Джонов Традескантов шведский учёный Карл Линней назвал род североамериканских травянистых растений семейства Коммелиновые — традесканция (Tradescantia).